# Sojuz TMA-18M
Sojuz TMA-18M – misja statku Sojuz do Międzynarodowej Stacji Kosmicznej między wrześniem 2015 a marcem 2016 r. obsługująca wymianę załogi stacji. Była to 127. misja kapsuły z rodziny Sojuz.

## Przebieg misji
Start Sojuza TMA-18M odbył się 2 września 2015 r. Podstawowym celem misji było dostarczenie kapsuły powrotnej dla załogi biorącej udział w prawie 12-miesięcznym pobycie na Stacji. Pojazd dostarczył również jednego członka Ekspedycji 45 i 46 (Siergieja Wołkowa). W misji tej również wziął udział z ramienia Europejskiej Agencji Kosmicznej pierwszy duński astronauta Andreas Mogensen. Drugim członkiem załogi początkowo miała być jako kosmiczna turystka brytyjska śpiewaczka operowa Sarah Brightman, jednak w maju 2015 r. wycofała się z lotu. W jej miejsce został włączony do załogi pierwszy kazachski kosmonauta Ajdyn Aimbetow.
Po 10 dniach pobytu na stacji Mogensen i Aimbetow powrócili na Ziemię na pokładzie Sojuza TMA-16M. Natomiast po upływie około pół roku na pokładzie Sojuza TMA-18M na Ziemię powrócili z Wołkowem po rocznym pobycie na stacji Scott J. Kelly i Michaił Kornijenko. Lądowanie miało miejsce 2 marca 2016 r., 157 km na południowy wschód od Żezkazganu.

## Załoga

### Podstawowa
- Siergiej Wołkow (3) – dowódca (Rosja, Roskosmos)
- Andreas Mogensen (1) – inżynier pokładowy (Dania, ESA)
- Ajdyn Aimbetow (1) – inżynier pokładowy (Kazachstan)

### Powrotna
- Siergiej Wołkow (3) – dowódca (Rosja Roskosmos)
- Michaił Kornijenko (2) – inżynier pokładowy (Rosja, Roskosmos)
- Scott J. Kelly (4) – inżynier pokładowy (USA, NASA)

### Rezerwowa
- Oleg Skripoczka – dowódca (Rosja, Roskosmos)
- Thomas Pesquet – inżynier pokładowy (Francja, ESA)
- Siergiej Prokopiew – inżynier pokładowy (Rosja, Roskosmos)

## Galeria

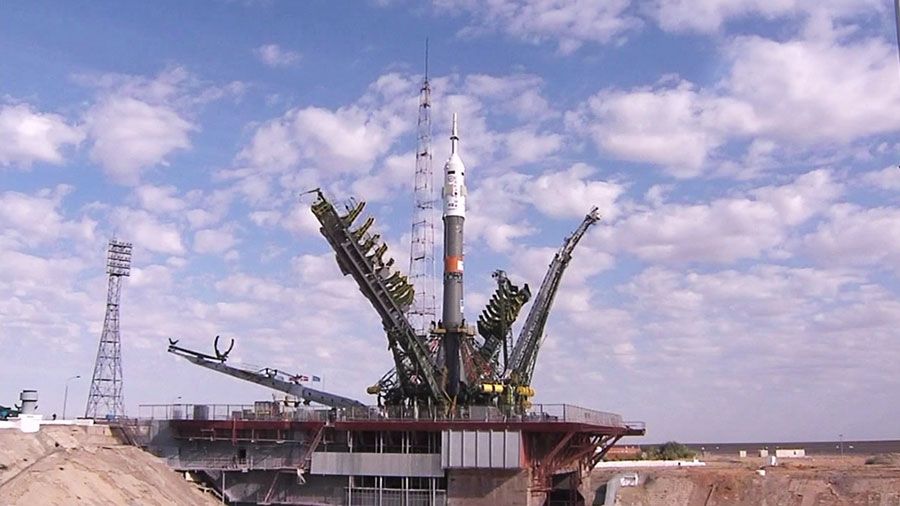
Rakieta na wyrzutni dwa dni przed startem (31 sierpnia 2015)
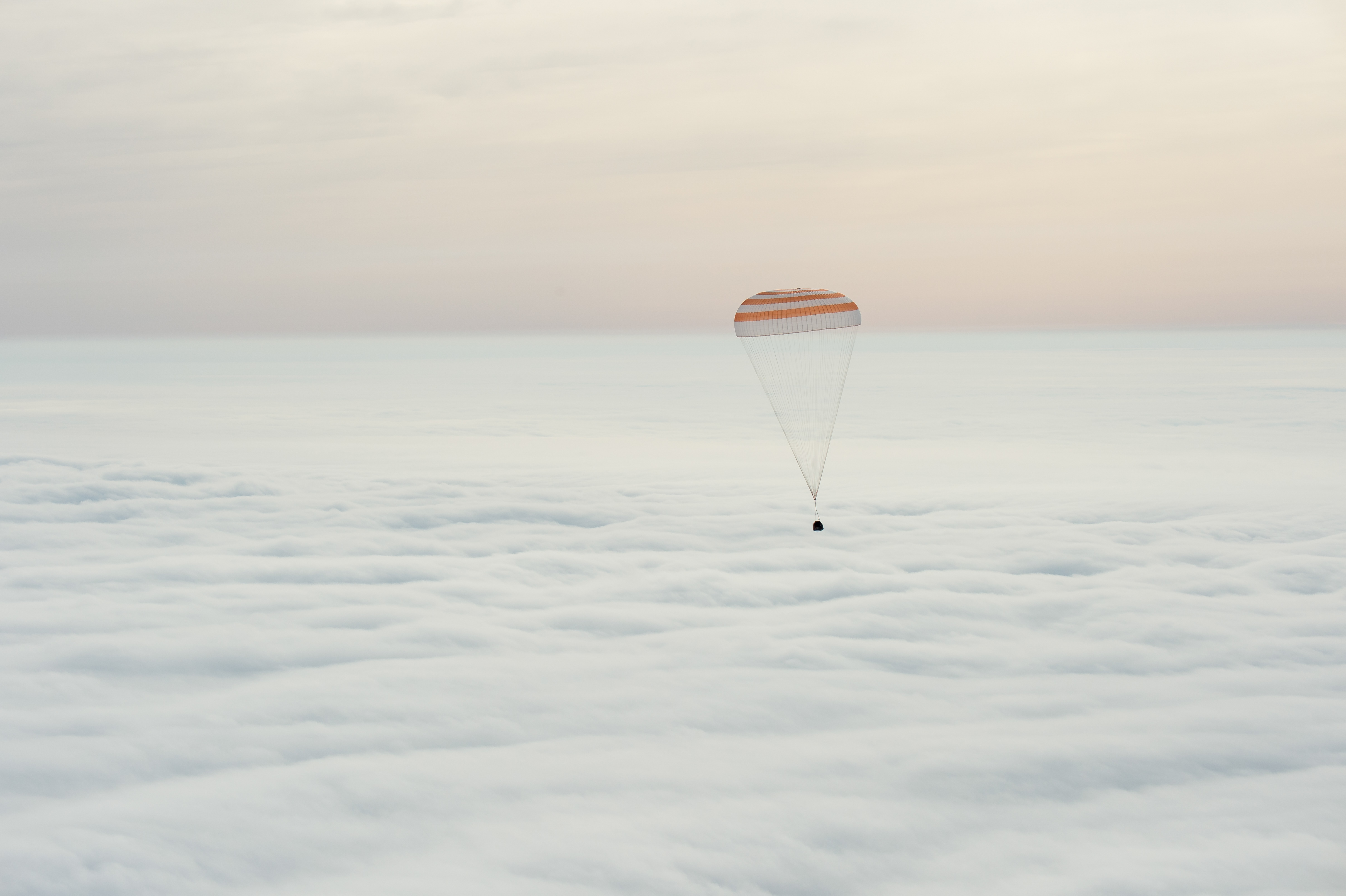
Kapsuła powrotna wraca na Ziemię 2 marca 2016)
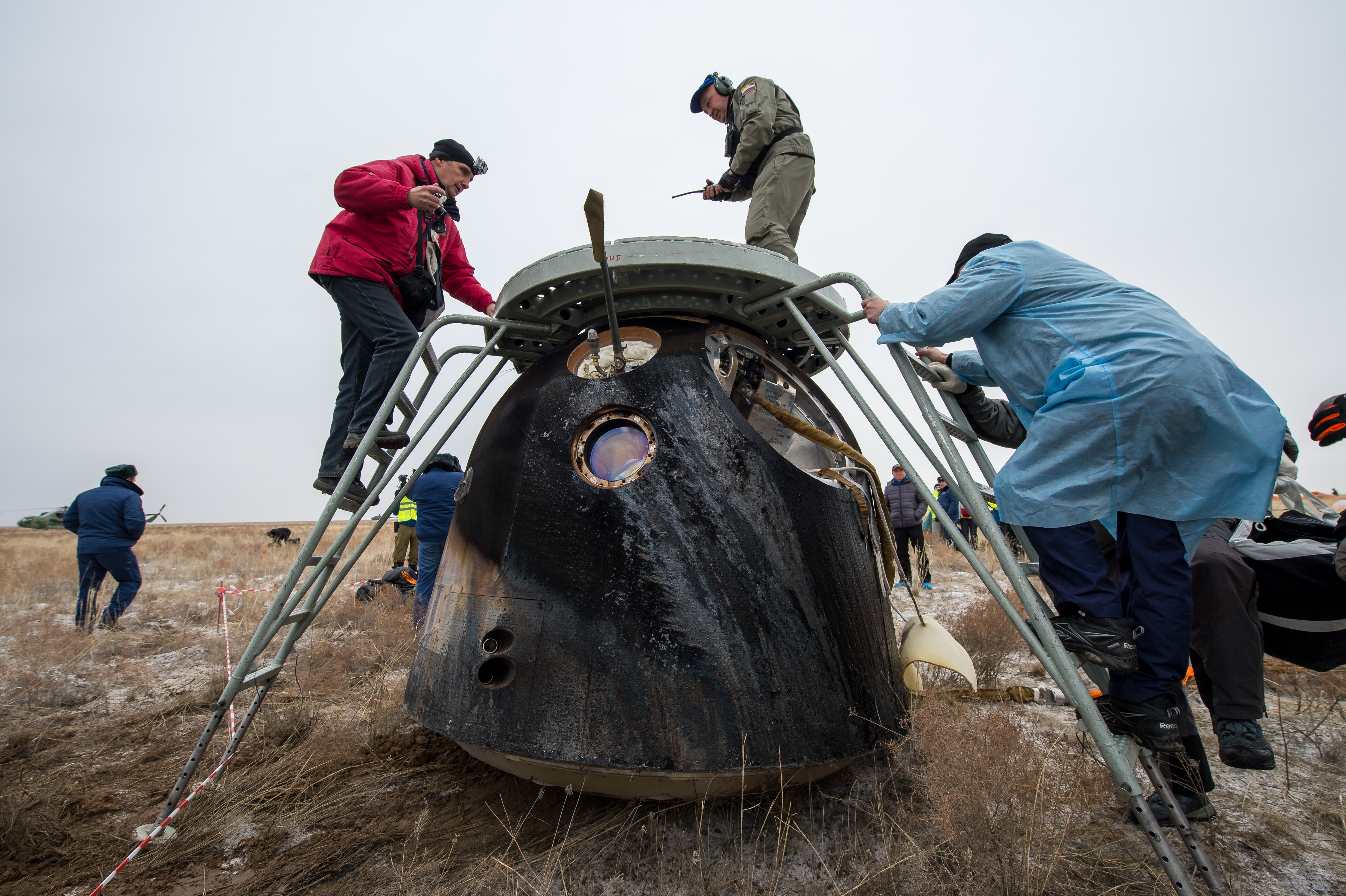
Ekipa poszukiwawczo-ratownicza przybyła na miejsce lądowania (2 marca 2016)
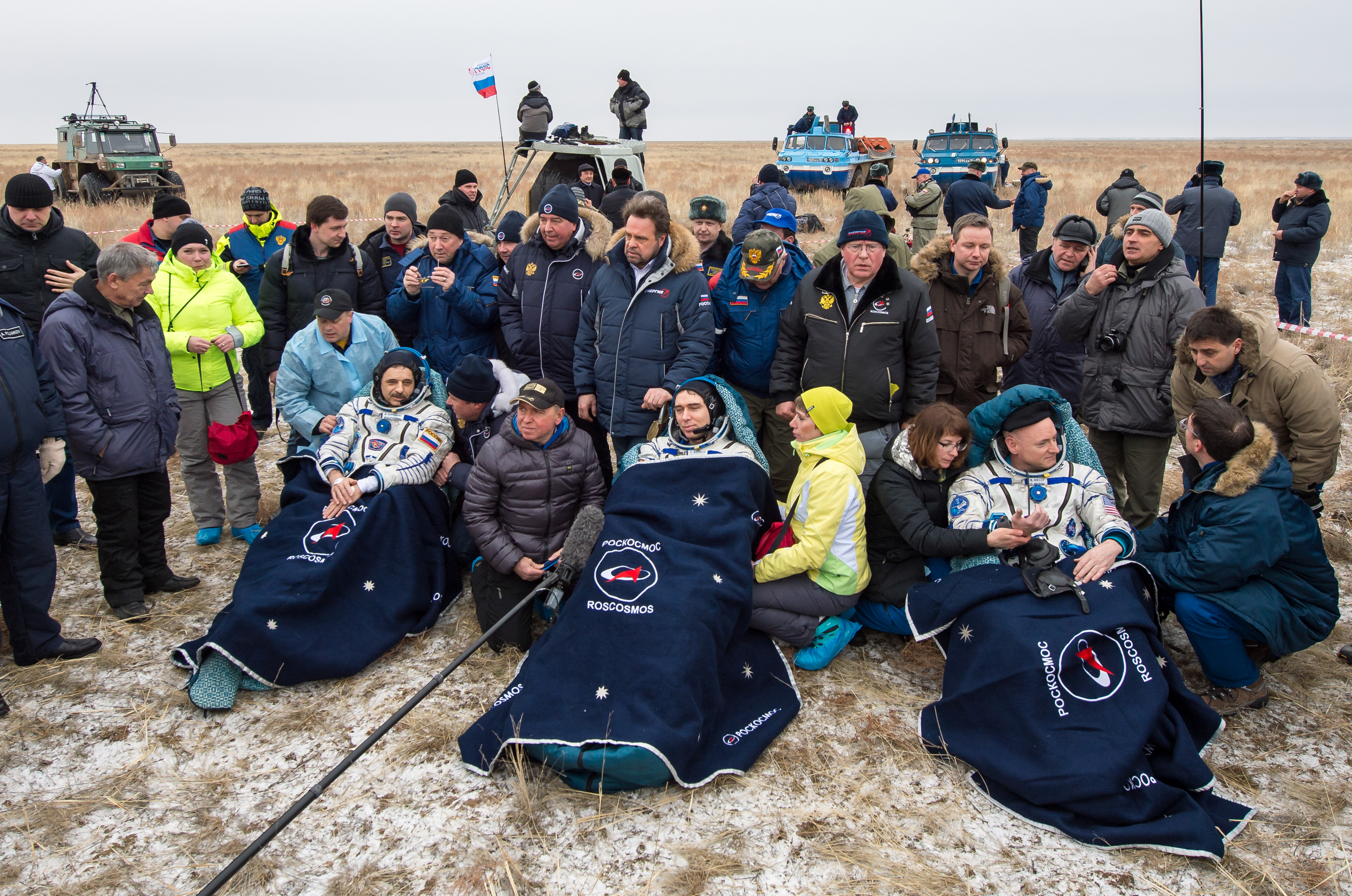
Załoga bezpośrednio po opuszczeniu kapsuły powrotnej 2 marca 2016)